# Полицейска академия 4: Градски патрул
„Полицейска академия 4: Градски патрул“ (на английски: Police Academy 4: Citizens on Patrol) е четвъртия филм от поредицата „Полицейска академия“. Филмът излиза на екран от 3 април 1987 г.
Група от завършилите в полицейската академия са изпратени, за да обучат група от новоназначени цивилни служители. Оригиналната полицейска академия хвърля реплики на ролите си във филма. Капитан Харис, който не се вижда от първата вноска, се връща като невежеството на филма. Във втория и третия филм на пореицата, капитан Маузер (в ролята на Арт Метроно) изпълнява тази роля, но Метроно поиска да бъде заменен за останалата част от сериала след заснемането на номер 3. Това беше последният филм на Полицейска академия, включващ Стив Гутенберг като Кери Махони. Този филм също така играе ролята на млад Дейвид Спейд, както и кратък външен вид от професионалния скейтбордист Тони Хоук като двойник на Спайд в скейтборд сцена.

## Дублаж

### TITLE.BG (2009)
| Преводач            | Иво Иванов                                                   |
| Тонрежисьор         | Петър Макавеев                                               |
| Режисьор на дублажа | Тодор Георгиев                                               |
| Озвучаващи артисти  | Лиза Шопова Марин Янев Емил Емилов Петър Калчев Цветан Ватев |

## Филми от поредицата за „Полицейска академия“
Поредицата „Полицейска академия“ включва 7 филма:
- „Полицейска академия“ (1984)
- „Полицейска академия 2: Тяхното първо назначение“ (1985)
- „Полицейска академия 3: Отново в академията“ (1986)
- „Полицейска академия 4: Градски патрул“ (1987)
- „Полицейска академия 5: Мисия в Маями“ (1988)
- „Полицейска академия 6: Град под обсада“ (1989)
- „Полицейска академия 7: Мисия в Москва“ (1994)